# Amazonas (region i Peru)
 For alternative betydninger, se Amazonas. (Se også artikler, som begynder med Amazonas)
Amazonas er en region i det nordlige Peru. Den grænser til Ecuador mod nord og vest, Cajamarca mod vest, La Libertad mod syd, og Loreto og San Martín mod øst. Hovedbyen er Chachapoyas.
6°13′S 77°51′V / 6.22°S 77.85°V